# Строганов Олександр Григорович (граф)
Граф Олекса́ндр Григо́рович Стро́ганов (рос. дореф. Александръ Григорьевичъ Строгановъ; 31 грудня 1795 (11 січня 1796), Санкт-Петербург — 2 (14) серпня 1891, Одеса) — державний діяч і воєначальник Російської імперії XIX століття, генерал від артилерії (з 1856 року) та генерал-ад'ютант (з 1834 року) у свиті Його Імператорської Величності. Учасник наполеонівських війн, зокрема, брав участь у переслідуванні відступаючих наполеонівських військ, у битвах при Дрездені та Кульмі, Битві народів, а також взятті Парижа 1814 року. Окрім того, брав участь у придушенні Листопадового повстання.
У період із січня 1834 року по 1836 рік був товаришем міністра внутрішніх справ Російської імперії. У період 1836 —1839 років — виконувач обов'язків Чернігівського, Полтавського та Харківського генерал-губернатора, керівник Міністерства внутрішніх справ Російської імперії у 1839 — 1841 роках. У період Кримської війни був військовим генерал-губернатором Санкт-Петербурга й Новоросійським генерал-губернаторства. На останній посаді працював у період 1855—1862 років. Член Державної Ради Російської імперії з 1849 року.
Піклувальник багатьох наукових товариств. Зокрема 21 рік був президентом Одеського товариства історії і старожитностей і шість років — президентом Товариства сільського господарства Південної Росії. Окрім того, вважається одним із засновників Одеського національного університету імені І. І. Мечникова.

## Життєпис

### Перші роки
Олександр Григорович Строганов народився 31 грудня 1795 (11 січня 1796) року в російському місті Санкт-Петербург, яке на той час входило до складу однойменної губернії Російської імперії у дворянській родині. Рід купців і промисловців Строганових у березні 1722 року отримав титул баронів Російської імперії. Батько Олександра Григоровича, Григорій Олександрович Строганов — оберкамергер, член Державної Ради Російської імперії. 22 серпня (3 вересня) 1826 року через шлюб із княгинею Ганною Трубецькою отримав титул графа.
За деякими даними Олександр здобув домашню освіту, однак, відповідно до інших джерел — вчився спочатку за кордоном. 1810 року поступив у Корпусі інженерів шляхів сполучення, де вже навчалися його старші брати Микола та Сергій. 11 червня 1812 року Олександр завершив навчання в корпусі й «за успіхи в науках» отримав звання прапорщика.

### Військова служба
Військову службу Олександр Григорович розпочав, як і його брати, за власним бажанням в артилерійській бригаді лейбгвардії. Брав участь у переслідуванні відступаючих наполеонівських військ наприкінці російської компанії 1812 року, а згодом — у Війні шостої коаліції. Зокрема, брав участь у боях у серпні 1813 року під Дрезденом і Кульмом, у жовтні 1813 року — під Ляйпциґом, на території Франції та під час взяття Парижа 1814 року. За відзнаку в боях неодноразово нагороджувався. Зокрема орденом Святої Анни IV ступеню — «За хоробрість» й Імператорським орденом Святого Рівноапостольного князя Володимира IV ступеню з бантом.
По завершенню війни служив спочатку у гвардійській артилерії Російської імператорської армії, у тому числі ад'ютантом у генерал-інспектора всієї артилерії, першого начальника Головного штабу князя Петра Волконського. 1820 року Олександр Григорович був призначений штабскапітаном з призначенням влітку того ж року (за іншими даними — 1829 року) Олександр Григорович був призначений флігель-ад'ютантом Його Імператорської Величності. У тому ж році одружився з дочкою міністра внутрішніх справ князя Віктора Кочубея — графинею Наталією Кочубей. З 1826 року виконував низку дипломатичних доручень імператора.
1829 року розпочав службу в Преображенському лейбгвардії полку. Того ж року отримав звання полковника і був нагороджений орденом Святої Анни II ступеню. Із 1830 року Строганов брав участь у придушенні Листопадового повстання. По завершенню компанії Олександр Строганов у лютому 1831 року став членом тимчасового правління Королівства Польського по управлінню внутрішніми справами та поліцією. У жовтні того ж року був підвищений у званні до генерал-майора та призначений у свиту Його Імператорської Величності і «За зразкову працю» (рос. За примерные труды) був відзначений орденом Святої Анни I ступеню.

### Державна служба
У січні 1834 року призначений на посаду товариша міністра внутрішніх справ Російської імперії. Посаду міністра на той час займав Дмитро Блудов. З грудня Строганов — генерал-ад'ютант імператора Миколи I. 1836 року був нагороджений орденом святого Георгія IV ступеню за 25 років служби і того ж року залишив посаду в міністерстві, коли 12 листопада був призначений виконувачем обов'язків Чернігівського, Полтавського та Харківського генерал-губернатора. Резиденція генерал-губернатора було перенесено з Полтави до Харкова. Одним із перших кроків новопризначеного генерал-губернатора стало розслідування фінансової діяльності М. Г. Рєпніна-Волконського: було створено комісію для ревізії справ, а на маєтки князя й членів приказу громадської опіки, які підписували фінансові документи, накладено заборону. Ревізування О. Г. Строгановим діяльності попередників призвело до того, що державні справи було вкрай занедбано: податки та недоїмки по генерал-губернаторству зросли до ЗО млн. руб., відомості про майнові статки поміщиків, описи маєтків та інвентарі, які давали б можливість контролювати сплату податків, були відсутні. О. Г. Строганов зміцнив позиції місцевого бюрократичного апарату, зрівнявши посадові оклади радників губернського правління, судових органів і палат державних маетностей.
1839 року, після трьох років очолювання генерал-губернаторства, Строганов був призначений керівником Міністерства внутрішніх справ Російської імперії ставши десятим його керівником. Одночасно Олександр Григорович був членом кількох комітетів і комісій, зокрема членом: комітету з облаштування Південного Кавказу, комітету для розгляду пропозицій комісії про усунення недостатності та дорожнечі деревини в Москві (у період з 29 вересня (10 жовтня) 1840 року по 6 (18) червня 1841 року) тощо. 1840 року йому було надано звання генерал-лейтенанта. Під час роботи в міністерстві Строганов запросив до себе в канцелярію працювати Олександра Герцена, який на той час відбував заслання у Владимирі. Пропрацювавши керівником міністерства два з половиною роки Олександр Григорович за власним бажанням був звільнений імператором Миколою I і отримав відпустку для лікування за кордоном. У вересні 1841 року посаду міністра внутрішніх справ зайняв Лев Перовський.
У 1841—1842 роках жив у Парижі, де вивчав різні науки насамперед анатомію, яку викладали на лекціях із медицини Паризького університету. Окрему увагу граф також надавав теорії державного управління, організації ощадних банків і залізничному сполученню. Також цікавився правом в галузі фабричної промисловості.
Повернувшись у Російську імперію, Строганов став членом Державної Ради Російської імперії в 1849 році (за іншими даними — 16 березня 1839 року), де працював у військовому департаменті наступні роки. Ще до того він деякий час, у період з 27 лютого (9 березня) по 29 березня (9 квітня) 1848 року, комітету для розгляду дій цензури періодичних видань. У період 1850—1851 років Строганов служив в армії на посаді інспектора запасної артилерії. На початку Кримської війни, 15 (27) квітня 1854 року був призначений Військовим генерал-губернатором Санкт-Петербургу, де пробув на посаді близько року. За роки управлінням столиці Строганов неодноразово відзначався державними нагородами «за сумлінну службу».

#### Новоросійський генерал-губернатор
Через деякий час, у квітні 1855 року, незадовго до кінця воєнних дій імператор Олександр II направив Олександра Григоровича в Одесу на посаду Новоросійського генерал-губернатора. Цю посаду Строганов займав 7 років у період 1855—1862 років (за іншими даними — 9 років до 1864 року). На момент призначення військові дії вже відбувалися в Одесі. Так, до приїзду в місто, Одеса 1854 року піддалася бомбардуванню. Окрім того, флот супротивника довгий час перебував в Одеській затоці. Вже після закінчення війни «за розсудливість і розпорядливість під час перебування ворожого флоту на Одеському рейді» Олександру Строганову була оголошена «вдячність імператора Олександра II». На період врядування О. Г. Строганова припало поширення серед населення тифу й холери 1855 року, що вимагало організації протиепідемічних заходів і зміцнення санітарного кордону на півдні імперії. Згодом, 1856 року Олександра Григоровича було підвищено у званні до генерала від артилерії.
Деякі історики приписують Олександру Григоровичу значний вклад у розвиток освіти й науки міста. Зокрема, відкриття в Одесі першого університету. Вважається, що оскільки Олександр II був тестем сина Олександра Григоровича Строганова, Григорія, саме граф Строганов остаточно переконав монарха проголосити 10 червня 1862 року перетворення Рішельєвського ліцею в Імператорський Новоросійський університет (нині — Одеський національний університет імені І. І. Мечникова), хоч спочатку були плани відкрити перший вищий навчальний заклад Південної України в Миколаєві. У результаті цього на першому ж засіданні ради університету за пропозицією ректора Івана Соколова Строганов отримав звання Почесного члена Імператорського Новоросійського університету. Відомо, що за участю Олександра Строганова помітно активізувалася діяльність Імператорського Одеського товариства історії і старожитностей, президентом якого він був 21 рік у період 1856—1877 років. Довгі роки він очолював також і Товариство сільського господарства Південної Росії. Президентом цього товариства Строганов був шість років.
Діяльність Строганова на посаді президента Товариства сільського господарства Півдня Росії багато в чому була пов'язана з розбудовою залізничних шляхів в Одесу, у складі якого активно діяв Статистичний комітет, який займався багатьма економічними проблемами краю, в тому числі залізницею. Ще до свого прибуття в Одесу 1851 року генерал-лейтенант наполягав на проведенні в місто залізниці, приводячи як аргумент те, що вона необхідна як для розвитку комерції, так і для військових потреб. На здійснення проекту він асигнував 100 тисяч російських рублів. Згодом імператор призначив Строганова в Комітет планування залізничного будівництва і будівництво першої залізничної гілки до Балти розпочалася при Строганові 4 (16) травня 1863 року, а регулярний рух потягів розпочався через два з половиною роки — 4 (16) грудня 1865 року.
Істориками вважається, що генерал-губернатор багато зробив і для поліпшення матеріального добробуту міста. Він встановив новий податок у півкопійки з пуда зерна, що вивозиться для оплати витрат на будівництво мостів, нової системи водопостачання, влаштування газового освітлення. Окрім того, було влаштовано брукування вулиць міста, населення якого на той час перевищувало 100 тисяч жителів, а річний дохід становив 800 тисяч російських рублів за даними бельгійського економіста Ґустава де Молінарі. Строганов зробив багато пожертвувань в Одеський міський музей старожитностей (нині — Одеський археологічний музей НАН України), а також був акціонером і співзасновником деяких місцевих банків. Окрім того, з ініціативи Олександра Григоровича в 1859 році була знята межа «порто-франко», що проіснувала в Одесі близько 40 років і місто з'єдналося зі своїми передмістями. Його заслугою також вважається підготовка перетворень міського громадського самоврядування. 1863 року в слід за Санкт-Петербургом і Москвою було введено «Положення про громадське управління Одеси» (рос. Положение об общественном управлении Одессы). Граф був обраний першим міським головою за цим положенням, але змушений був відмовитися від цієї посади, і залишився в числі вперше обраних 72-х гласних міської думи.
На посаді генерал-губернатора Строганов намагався об'єднати у своїх руках усю владу регіону. 1858 року домігся підпорядкування собі цивільного управління Миколаївського і Севастопольського військових губернаторств, але військо-морське управління залишилося у підпорядкуванні Військово-морського міністерства. 1859 року під час перебування імператора Олександра II домігся від нього наказу стосовно призначення усіх посад в генерал-губернаторстві лише за погодженням зі Строгановим. 
При цьому він наполягав на відновленні привілеїв для півдня як певної компенсації жителям, які, за винятком «частини магометанського населення», старанно виконували військові повинності. Аби пришвидшити відбудову регіону після завершення воєнних дій генерал-губернатор домагався дозволу на безакцизний продаж солі у краї, звільнення від сплати пені й недоїмок та гільдійських і міських грошових повинностей, подушних, поземельних і оброчних податків, скасування натри роки рекрутської повинності. Створений за його ініціативою урядовий комітет поділив генерал-губернаторство на частини, визначивши для кожної розмір державної компенсації. Безпосередньо в розпорядження генерал-губернатора було надано 500 тис. руб. сріблом для відшкодування потерпілим вартості втраченого житла й майна. 
1861 року наказав створити чималі запаси зерна в генерал-губернаторстві на випадок неврожаїв в рамках втілення в життя аграрної реформи.  Найважче було проводити реформу в Криму, що вирізнявся малолюдністю, неоднорідністю занять населення, нерозвиненістю комунікаційної системи, значною віддаленістю поселень одне від одного, до того ж у кожному з них була різна кількість і якість землі, як і відносини з її власником. Важко проходили тут вибори старост та інших волосних і сільських посадових осіб. Також Строганов вимушено втручався у конфлікти селян з кримськими поміщиками, які намагалися тлумачити нове аграрне законодавство на свою користь. 
Разом з тим Строганов мав упереджене ставлення до кримських татар, які значно постраждали від аграрної реформи, і стали переселятися до Османської імперії, внаслідок чого гірська частина Криму майже знелюдніла. До 1862 року виїхало 131 тис. осіб. Генерал-губернатор ставився до цього спокійно, ніяк не перешкоджаючи такому процесу. Чиновники за безцінь скуповували їхнє майно, втридорога продавали їм паспорти. Разом із кримськими татарами почали виїжджати й цигани. Але постала проблема, що нікому було займатися землеробством і садівництвом, що вже викликало занепокоєння місцевих поміщиків. За цих обставин Строганов запропонував заселяти Крим іншими национальностями. Втім до 1862 року й степовий Крим був майже безлюдним, а Таврійська губернія опинилася у глибокому занепаді.
Разом з тим він прихильно ставився до жидів (насамперед ремісників), ніяк не обмежував їх діяльність у генерал-губернаторстві. Також пропонував розширити усю цю практику на інші губернії імперії.

### Останні роки
Олександр Григорович вийшов у відставку в серпні 1862 року (за іншими даними — 1963 року чи 1864 року). Він купив собі будинок на Міському бульварі (нині — Приморський бульвар) і жити в місті ще майже 30 років, до самої смерті. Деякі з його нащадків проживали в місті у 1970-х роках. Перед відходом з державної служби громада міста в міській думі надала 10 22 червня 1862 року йому честь бути першим в історії Одеси «Почесним довічним громадянином Одеси». Це рішення було прийнято у зв'язку з 50-літнім ювілеєм службової діяльності Новоросійського генерал-губернатора графа Строганова. Найвище рішення про присудження цього звання було датоване 2 14 серпня 1862 року.
Останні роки свого життя Олександр Григорович Строганов був гласним Одеської міської думи, брав участь в її засіданнях і дебатах. 1869 року указом сенату його було обрано почесним мировим суддею Одеси, а в 1872 році був призначений почесним мировим суддею Дніпровського округу за вибором Дніпровського земського зібрання. 1885 року він брав участь у військово-судовій комісії над «петрашевцями». У 1881 році «За 50-річчя перебування в генеральських чинах» був нагороджений вищим орденом Російської імперії, Святого Андрія Первозванного. У дні святкування 600-річчя артилерії, як один з найстаріших артилерійських генералів, Строганов, отримав пам'ятну Велику срібну медаль, яку він подарував Одеському товариству історії та старожитностей.
Олександр Григорович подарував величезну бібліотеку, що збиралася понад двісті років його предками, баронами і графами Строгановими — Першому Сибірському Томському Імператорському університету (нині — Національний дослідницький Томський державний університет). Окрім того, іменні фонди графа Строганова є й в Одесі. Зокрема, у Державному архіві Одеської області, а також у Науковій бібліотеці університету, якій він передав велику частину своєї бібліотеки. Досі в інвентарній книзі бібліотеки університету, датованій жовтнем 1891 року є запис про вклад збірки графа Строганова в 18 840 томах.
Граф Олександр Григорович Строганов помер 2 (14) серпня 1891 року на 96-му році життя. Поховання відбулося на Першому християнському цвинтарі. В одній огорожі з його єдинокровною сестрою Ідалією Полетікою. 1937 року комуністичною владою цвинтар було зруйновано. На його місці був відкритий «Парк Ілліча» з розважальними атракціонами, а частина була передана місцевому зоопарку. Нині достеменно відомо лише про деякі перепоховання зі Старого цвинтаря, а дані про перепоховання Строганова та його сестри відсутні.

## Політичні погляди та критика

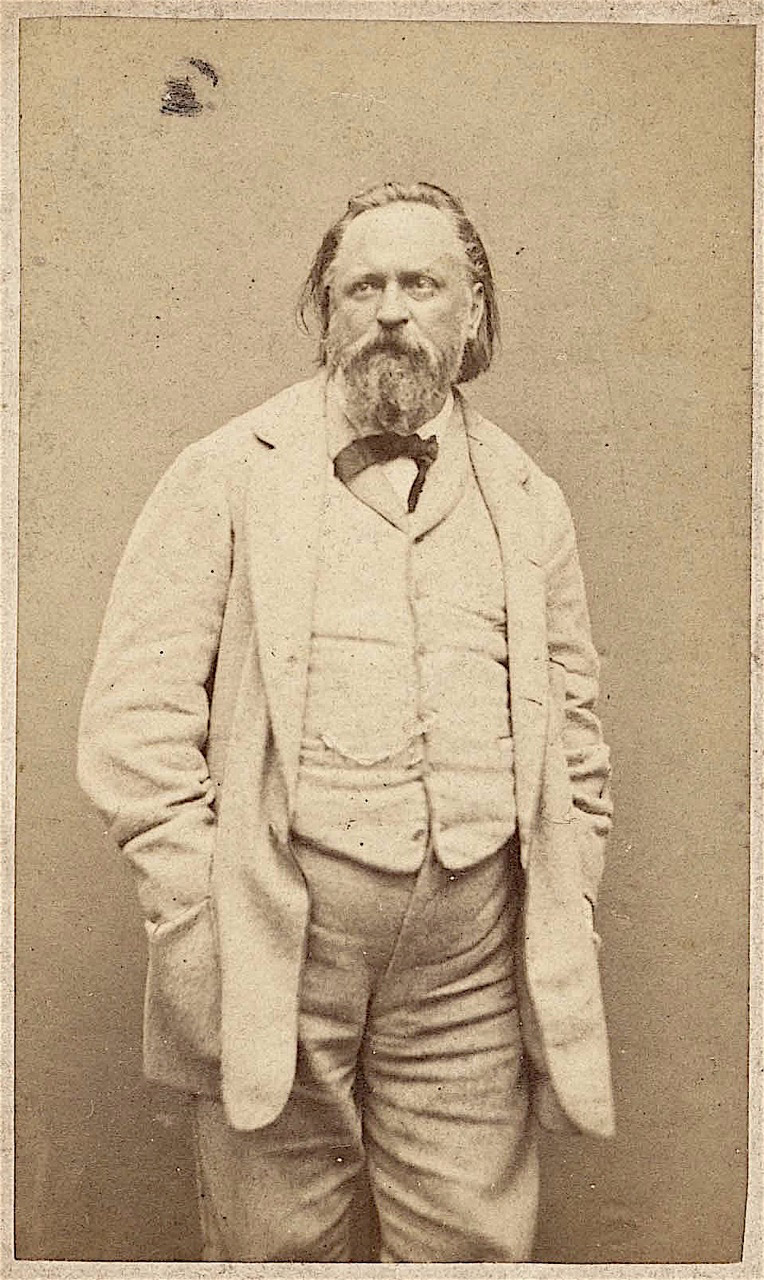
Фотопортрет критика Строганова, Олександра Герцена роботи Етьєна Каржа

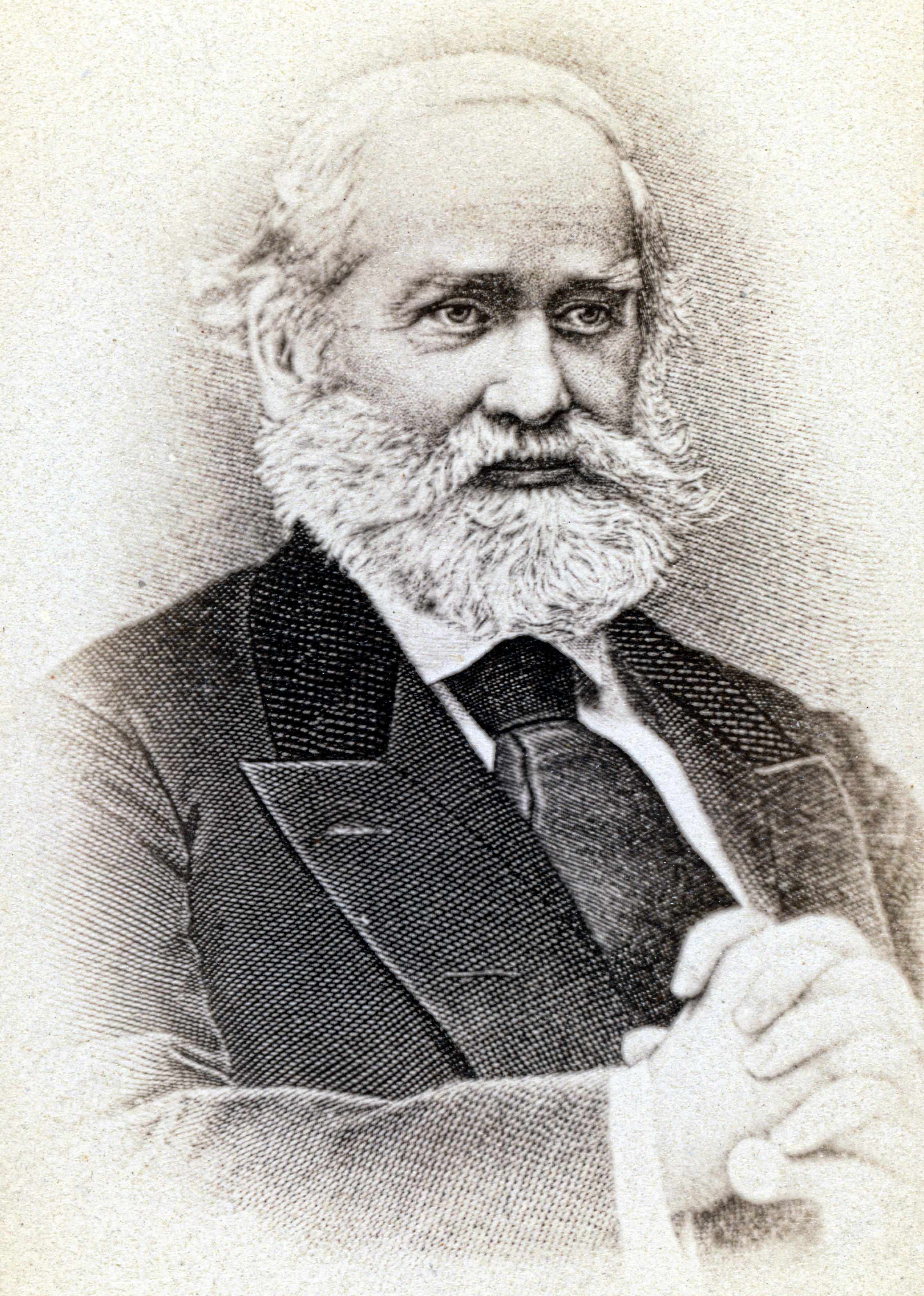
Сергій Соловйов — колишній домашній вчитель у сім'ї Строганових

Деякі історики вважають, що Олександр Григорович Строганов, хоч і був учасником придушення Листопадового повстання, але проводив досить ліберальну політику. Так 1858 року він звернувся до міністра внутрішніх справ із пропозицією гарантувати євреям на території усієї імперії «всі права корінного населення». Це означало переглянути внутрішньополітичні традиції Росії щодо єврейської меншини. Причиною цього був той факт, що 1791 року Катерина II встановила так звану смугу осілості, поза якою заборонялося постійне проживання євреїв (у список «окреслених» територій входила також і Херсонська губернія). Окрім того, на єврейське населення поширювалася ціла низка заборон.
Це призводило до зростання міграції в Сполучені Штати Америки, Аргентину та Палестину. Як реакція на державний антисемітизм єврейська молодь об'єднувалася в революційні організації та партії, що створювало небезпеку для режиму. Свою позицію по «єврейському питанню» він повторив й у доповіді 1863 року імператору. Також граф підтримав клопотання громадського діяча єврейської громади Одеси Осипа Рабиновича про дозвіл на видання журналу «Рассвет». Окрім ставлення до єврейської громади, деякі історики вважають, що граф також підтримував інші народи імперії. Так при назначенні Строганова Новоросійським генерал-губернатором серед його завдань було відновлення зруйнованого Севастополя та депортація кримських татар. У своєму звіті імператору Олександр Григорович зазначав: «Пропозиція (відселення татар), як така, що не відповідає засадам любові до людей, внаслідок клопотання мого була призупинена» (рос. Предложение (отселение татар), как несогласное с началами человеколюбия, вследствие ходатайства моего было приостановлено).
Граф Строганов також вважається одним із прихильників і пропагандистів Селянської реформи 1861 року. Так, 1860 року він запросив в Одесу Ґустава де Молінарі з курсом лекцій, в яких той доводив переваги вільної праці над примусовою. Сам же граф виступав проти звільнення селян без землі й публічно засуджував малі розміри наділів, які планувалося передавати колишнім кріпаком.
На його думку, в такому випадку втрачався весь сенс реформи. Олександр Григорович відомий також і своїми відмовами від співпраці зі спецслужбами імперії, зокрема, Третім відділом Власної Його Імператорської Величності канцелярії, в її діях по затриманню революціонерів на ввіреній його піклуванню території. Він не брав під арешт тих, хто звинувачувався в поширенні нелегального видання Олександра Герцена «Колокол», що публікувався за кордоном. Окрім того, хоча журнал критикував його самого, граф був читачем «Колокола». Номери цього журналу і досі зберігаються в особистому фонді Строганова Державного архіву Одеської області й кожен екземпляр помічений екслібрисом Строганова. Але це не заважало Герцену опублікувати відкритого критичного «Листа графу Строганову».
Критикував Строганова і ректор Московського університету Сергій Соловйов, який у молодості працював домашнім учителем у сім'ї Строганових. Він заявляв, що Строганов не затримався на посаді Міністра внутрішніх справ Російської імперії через незадоволення Миколи I, а саме через «надзвичайно поверхневий розум», подібні ж думки висловлював й історик Аполлон Скальковський. У той самий час бібліограф Олександр Дерібас і дипломат Костянтин Булгаков відзначали неабияку благородність в особі Строганова.
Строганов став противником і критиком Олександра Пушкіна після написаного ним антиурядового вірша «Кинджал» попри те, що сам Олександр Григорович і сім'я Строганових були тісно пов'язані з Пушкіними. Так граф був троюрідним братом Наталії Ланської, дружини Пушкіна, а його батько, Григорій Олександрович, після смерті поета керував опікою над сім'єю Пушкіна. Після того, як Олександр Сергійович написав цього вірша в Кишиневі 1821 року, Строганов виявив своє обурення пропозицією одеської громади виділити гроші на спорудження погруддя Пушкіна в Одесі.

## Нагороди та звання

### Нагороди та почесні звання Російської імперії
- Кавалер ордена Святої Анни iV ступеню (1814(15), «За хоробрість» рос. За храбрость);[25]
- Кавалер Імператорського ордена Святого Рівноапостольного князя Володимира IV ступеню з бантом (1814(15));[25]
- Кавалер ордена Святої Анни II ступеню (1829);[6]
- Кавалер ордена «Virtuti Militari» III класу (1831);
- Кавалер ордена Святої Анни I ступеню (1831, «За зразкову працю» рос. За примерные труды);[2]
- Кавалер ордена святого Георгія IV ступеню (1836, «За 25 років служби» рос. За 25 лет службы);
- Кавалер Імператорського ордена Святого Рівноапостольного князя Володимира II ступеню (1841);
- Кавалер ордена Білого Орла (1850);
- Кавалер ордена Святого Олександра Невського (1855);
- Діамантові знаки до Ордена Святого Олександра Невського (1859);
- Відзнака (1860, «За 40 років бездоганної служби» рос. За 40 лет беспорочной службы);
- Кавалер Імператорського ордена Святого Рівноапостольного князя Володимира I ступеню (1862);[6]
- Почесний громадянин Одеси (10 22 червня 1862, «У зв'язку з 50-річним ювілеєм службової діяльності Новоросійського і Бессарабського генерал-губернатора на вічні часи» рос. В связи с 50-летним юбилеем служебной деятельности Новороссийского и Бессарабского генерал-губернатора на вечные времена);[5]
- Почесний член Імператорського Новоросійського університету;[3]
- Кавалер ордена Святого Андрія Первозванного (1881, «За 50-річчя перебування в генеральських чинах» (рос. За 50-летие пребывания в генеральских чинах)

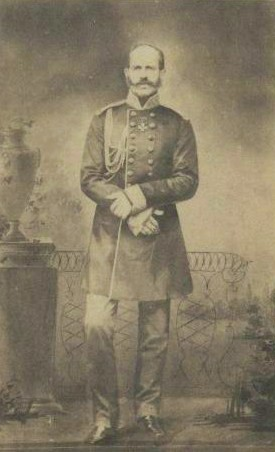
Фотокартка Строганова в 1850-ті роки

- Велика срібна медаль[ru] на честь 600-річчя артилерії.[5]

### Іноземні нагороди
- Срібна медаль за взяття Парижа 1814 року (1814);
- Малий хрест ордена Леопольда (1814, Австро-Угорщина);
- Великий хрест ордена Спасителя (1835, Греція);
- Лицар Великого хреста ордена Нідерландського лева (1841, Нідерланди);
- Командор ордена Віллема (1849, Нідерланди);
- Великий хрест ордена Дубового вінця (1849, Люксембург);
- Кавалер ордена Меджида I ступеню (1857, Османська імперія);
- Кавалер ордена «Pour le Mérite» з короною (1865, Королівство Пруссія).[2]

### Військові звання
- 1812 рік — прапорщик;
- 1820 рік — штабскапітан;
- Літо 1820 року[2] (або 1829 року) — флігель-ад'ютант;[6]
- 1825 рік — підполковник;
- 1829 рік — полковник;
- Жовтень 1831 року — генерал-майор;
- Грудень 1834 року — генерал-ад'ютант;
- 1840 рік — генерал-лейтенант;
- 1856 рік — генерал від артилерії.[2]

## Бібліотека
До 220-ліття від дня народження графа Олександра Григоровича Строганова Науковою бібліотекою ОНУ імені І. І. Мечникова був підготовлений звіт про склад фонду графа, який зберігається в цій бібліотеці. Цей фонд є другий за розміром серед особистих колекцій бібліотеки і має багато раритетних книжкових видань, хоч упорядник звіту зазначає, що Строганов не був бібліофілом. Відповідно до інвентарних книг, після смерті графа бібліотеці було передано трохи менш як 19 тисяч томів з особистої колекції (7990 назв), у тому числі: мап і планів — 280 у 300-х томах, 230 періодичних видань у 1200 томах, рукописів та рукописних мап і планів — 120 у 130 томах. Фонд являє собою колекцію видань XVI століття — кінця XIX століття. Уся колекція поділяється на кілька розділів, зокрема «військова справа», «картографічний розділ», який дуже постраждав за часів Другої світової війни, «географія, статистика, мандри» (фр. «Geographie, Statistique, Voyages»), «мінералогія» (фр. «Mineralogie») тощо. Серед відомих літературних творів можна відзначити:
- «Моралії» (друга половина XVI століття);
- Переклад трактату імператора Лева VI Мудрого зі «Стратегікону Маврикія»;
- Військові устави часів Олександра I;
- Близько 35 видань заборонених цензурою, зокрема, «записки» Дениса Давидова;
- Російськомовне перевидання «Опису України» Гійома де Боплана;
- А також видання класиків літератури, як Сергія Аксакова, Йоганна Вольфганга фон Ґете, Миколи Гоголя, Віктора Гюго, Григорія Данилевського, Федора Достоєвського, Михайла Драгоманова, Александра Дюма (сина), Жорж Санд, Михайла Лермонтова, Якова Маркевича, Амвросія Метлинського, Олександра Пушкіна, Льва Толстого тощо.[3]

## Сім'я

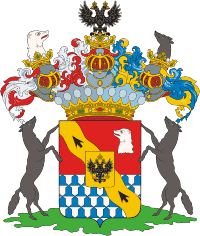
Герб роду Строганових

- Граф Григорій Олександрович Строганов[ru] (нар. 1770 — пом. 1857) — батько Олександра Григоровича Строганова, оберкамергер, член Державної Ради Російської імперії.
- Княгиня Ганна Сергіївна Трубецька (нар. 1765 — пом. 1824) — дружина Григорія Олександровича, мати Олександра.

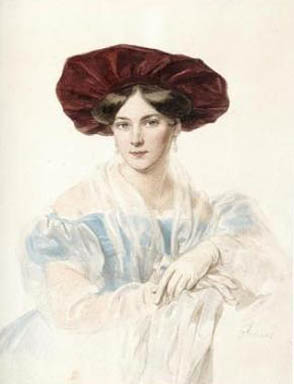
Портрет Наталії Строганової роботи Петра Соколова, приблизно 1825 рік

Походив з дворянського роду купців і промисловців Строганових, одного з найвідоміших аристократичних дворів імперії. Від березня 1722 року рід отримав баронський титул. Його батько, граф Григорій Олександрович Строганов, отримав свій титул у серпні 1826 року через шлюб із княгинею Ганною Трубецькою.
1820 року одружився з графинею Наталією Вікторівною Кочубей (нар. 1800 — пом. 1854), яка була донькою міністра внутрішніх справ, голови Державної Ради, голови Комітету міністрів і Канцлера Російської імперії князя Віктора Кочубея. У подружжя народилося п'ятеро дітей:
- Графиня Маріанна Олександрівна Строганова (нар. 1822 — пом. 1839).
- Граф Григорій Олександрович Строганов[ru] (нар. 1824 — пом. 1878) — шталмейстер, морганатичний чоловік великої княгині  Марії Миколаївни, старшої дочки імператора Миколи I.
- Графиня Наталя Олександрівна Строганова (нар. 1828 — пом. 1853).
- Граф Віктор Олександрович Строганов (нар. 1831 — пом. 1856).
- Граф Сергій Олександрович Строганов (нар. 1834 — пом. 1842).[2] — дружина шталмейстера князя П. В. Голіцина.[6]

## Вшанування пам'яті
У травні 1891 року Одеська міська дума ухвалила рішення про встановлення в залі засідань думи портрета «першого громадянина міста Одеси» графа Олександра Григоровича Строганова роботи художника Миколи Кузнецова. Наприкінці травня 1914 року у відремонтованому Малому залі думських засідань, були встановлені бюсти видатних діячів Одеси, у тому числі й графа Олександра Григоровича Строганова.
Ім'ям Олександра Григоровича Строганова названий один з одеських мостів, перекинутий через Карантинну балку. Довжина Строганівського моста становила 120 метрів, а висота — 13 метрів. Міст був задуманий для з'єднання Грецької вулиці ще в 1840-х роках, але всі пропоновані місцевими архітекторами конструктивні системи, від легких підвісних до масивних кам'яних, не були схвалені в Санкт-Петербурзі. Однак згодом, у столиці було висунуто свій проект. Будівництво розпочалося 1851 року і закінчилося лише через 12 років. Після повної перебудови колись витонченої споруди в 1970-х роках, від старого Строганова мосту до наших днів збереглася хіба що масивна чавунна решітка.

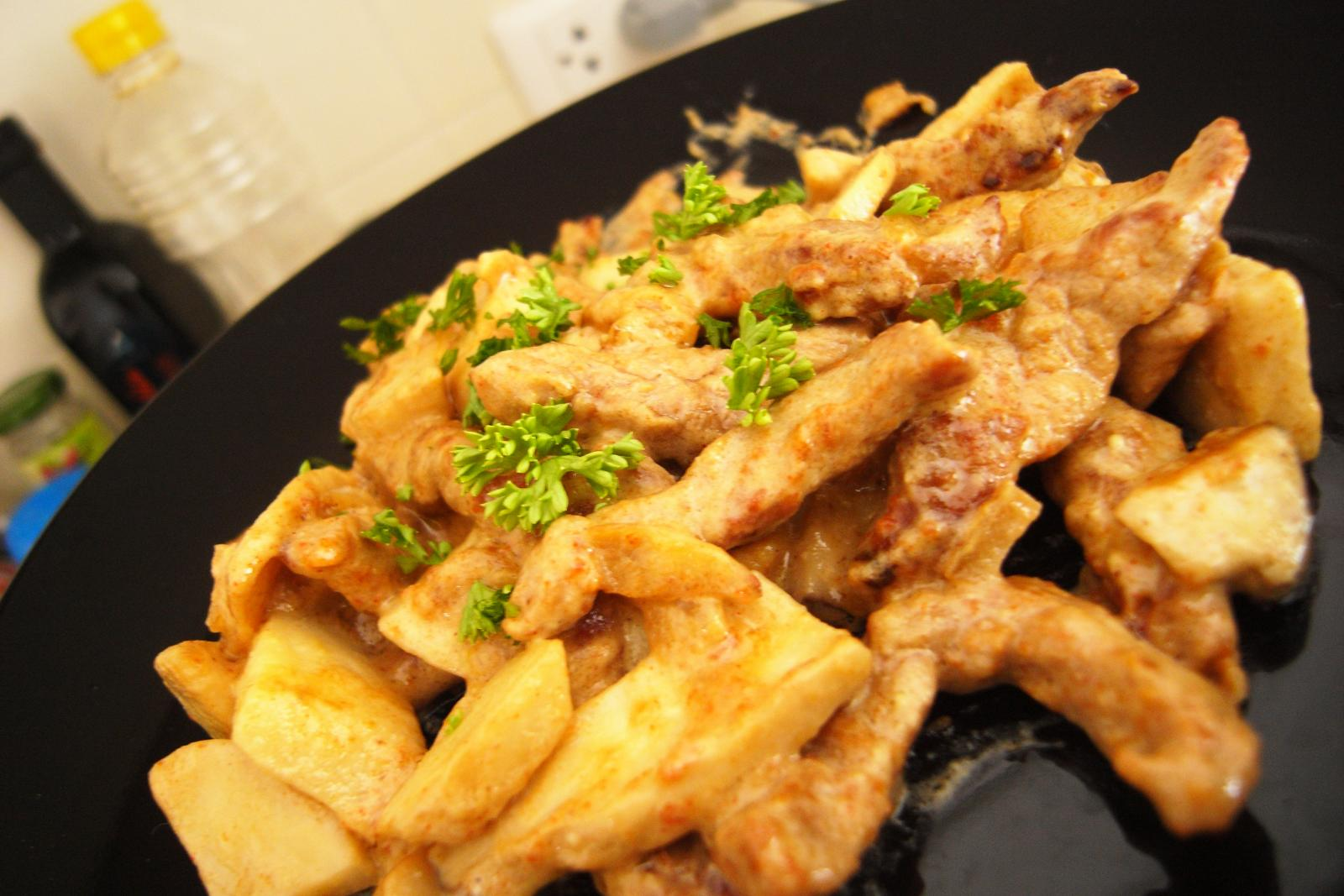
Бефстроганов або «Яловичина по-строганівськи» зі смаженою картоплею

### У кухні
На честь графа також названа м'ясна страва з російської кухні — «Бефстроганов» (фр. bœuf Stroganoff, англ. beef Stroganoff — «яловичина по-строганівськи»). Вона з'явилася наприкінці XIX століття, не раніше другої половини 1890-х років. Увійшла в низку куховарських книг, виданих на початку XX століття, а відносно широке поширення і популярність здобула вже після Жовтневого перевороту.
Вважається, що Олександр Григорович, як людина багата, тримав в Одесі так званий «відкритий стіл». Це означало, що будь-який освічений або пристойно одягнений чоловік міг зайти на обід до графа. Для таких відкритих столів кимось із його кухарів і була винайдена страва на манір французької кухні: дрібні шматочки м'яса, обсмажені, але під соусом. Причому соус подавався не окремо, по-французьки, а як російська підлива. Страва зручно поділялася на порції й була смачною.